# TEE Bavaria
Bavaria era il nome di una relazione ferroviaria Trans Europ Express che collegava Monaco di Baviera, in Germania, con la Svizzera.

## Storia
Introdotta negli anni cinquanta, la relazione transitava via Ginevra (stazione Cornavin) fino al 1969, quando fu limitato a Zurigo. Il nome del treno deriva dal toponimo latino "Bavaria" che era il nome della Baviera, land della Germania di cui Monaco è capitale.
Il treno era operato congiuntamente dalla Deutsche Bundesbahn (DB) e dalle Ferrovie Federali Svizzere (SBB-CFF-FFS). Il percorso includeva inoltre una fermata in territorio austriaco, a Breghenza. Benché la tratta di 24 km fra Lindau (Germania) e St. Margrethen (Svizzera) sia situata prevalentemente in territorio austriaco, nel Land Vorarlberg, in tale sezione il treno era trainato da locomotive svizzere.
Originariamente, e per molto tempo, il Bavaria fu classificato come treno Diretto di prima e seconda classe che copriva il percorso Monaco - Zurigo - Berna - Ginevra. Dal 1963 il convoglio integrò il servizio ristorante sulle porzioni Monaco – Lindau e St. Margrethen – Ginevra, ma nel 1968 la carrozza ristorante sulla sezione tedesca fu sostituita da una vettura buffet.
Nel 1969, il Bavaria fu promosso al rango di Trans Europ Express (TEE) di sola prima classe, ma il percorso venne accorciato lato Svizzera, con il capolinea occidentale arretrato a Zurigo. Il TEE integrava una carrozza ristorante per l'intero percorso Monaco - Zurigo, con servizio erogato dalla Swiss Restaurant Car Company.
Il 9 febbraio 1971 il Bavaria interessò le cronache giornalistiche a causa di un deragliamento conseguente alla collisione ad Aitrang (Baviera) che vide danneggiata buona parte del convoglio; in tale incidente persero la vita 28 persone.
Il 22 maggio 1977 tornò al precedente stato di Diretto di prima e seconda classe.
Sette anni dopo, nel giugno 1984, il treno fu nuovamente riclassificato, questa volta come InterCity per poi essere incluso, il 31 maggio 1987,  nell'allora nuova rete di EuroCity.
Il servizio con il nome "Bavaria" cessò alla fine del 2002.

## Materiale rotabile impiegato

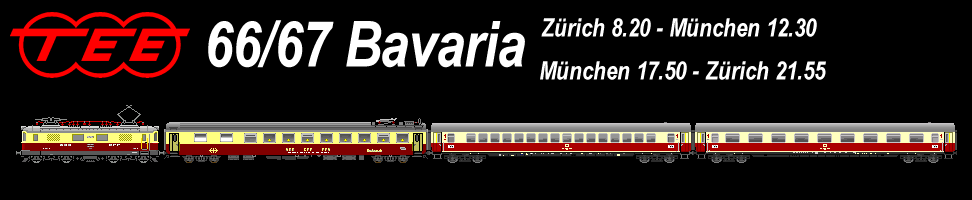
Il Bavaria era il TEE a materiale ordinario più corto: oltre alle due carrozze DB aveva in composizione una vettura ristorante svizzera in livrea dedicata.

Operativo dal 1969 al 1977, il treno era inizialmente espletato con i convogli diesel SBB/NS RAm fino al 1971, quando il deragliamento di cui si fa su menzione mise fuori uso il treno RAm 501 delle Ferrovie Federali Svizzere.
Dal febbraio 1971 alla cessazione del servizio nel 1977 il TEE, il più corto e a materiale ordinario, era costituito da due vetture DB e una vettura ristorante svizzera dipinta in livrea TEE.
La trazione del treno era affidata a due locomotive diverse:
- DB 210 sulla tratta non elettrificata tra Monaco e Lindau
- Re 4/4 II con pantografo adattato alla catenaria Austriaca in livrea TEE tra Lindau e Zurigo (via San Gallo)